# Ducat de Sogorb

Escut dels primers ducs de Sogorb.

El Ducat de Sogorb fou un títol nobiliari concedit per Joan II en 1459 al seu nebot, l'infant Enric d'Aragó i Pimentel, també conegut com "l'Infant Fortuna".
El ducat tingué un important paper en les Germanies, especialment en el front nord (vegeu batalla d'Orpesa i batalla d'Almenara). Des de Carles I porta annexa la grandesa d'Espanya.

## Llista de titulars
|                             | Titular                                                         | Període                     |
| Creació per Joan II d'Aragó | Creació per Joan II d'Aragó                                     | Creació per Joan II d'Aragó |
| --------------------------- | --------------------------------------------------------------- | --------------------------- |
| I                           | Enric d'Aragó i de Pimentel                                     | 1476 - 1522                 |
| II                          | Alfons d'Aragó i de Portugal                                    | 1522 - 1562                 |
| III                         | Francesc d'Aragó i de Cardona                                   | 1562 - 1575                 |
| IV                          | Joana d'Aragó i de Cardona                                      | 1575 - 1608                 |
| V                           | Enric d'Aragó-Cardona-Córdoba i Enríquez de Cabrera             | 1608 - 1640                 |
| VI                          | Lluís Ramon d'Aragó-Cardona-Córdoba i Fernández de Córdoba      | 1640 - 1670                 |
| VII                         | Joaquim d'Aragó-Cardona-Córdoba i de Benavides                  | 1670                        |
| VIII                        | Pere Antoni d'Aragó-Cardona-Córdoba i Fernández de Córdoba      | 1670 - 1676                 |
| IX                          | Caterina d'Aragó-Cardona-Córdoba i Fernández de Córdoba         | 1676 - 1697                 |
| X                           | Luis Francisco de la Cerda y Aragón                             | 1697 - 1711                 |
| XI                          | Nicolás Fernández de Córdoba y de la Cerda                      | 1711 - 1739                 |
| XII                         | Luis Antonio Fernández de Córdoba y Spínola                     | 1739 - 1768                 |
| XIII                        | Pedro de Alcántara Fernández de Córdoba y Moncada               | 1768 - 1789                 |
| XIV                         | Luis María Fernández de Córdoba y Gonzaga                       | 1789 - 1806                 |
| XV                          | Luis María Fernández de Córdoba y Benavides                     | 1806 - 1840                 |
| XVI                         | Luis Tomás Fernández de Córdoba i Ponce de León                 | 1840 - 1873                 |
| XVII                        | Luis Fernández de Córdoba i Pérez de Barradas                   | 1873 - 1879                 |
| XVIII                       | Luis Jesús Fernández de Córdoba i Salabert                      | 1880 - 1956                 |
| XIX                         | Victoria Eugenia Fernández de Córdoba i Fernández de Henestrosa | 1956 - 1969                 |
| XX                          | Ignacio de Medina y Fernández de Córdoba                        | 1969- actualitat            |